# Atrichopogon flavitergum
Atrichopogon flavitergum är en tvåvingeart som beskrevs av Tokunaga 1959. Atrichopogon flavitergum ingår i släktet Atrichopogon och familjen svidknott. Inga underarter finns listade i Catalogue of Life.